# Fort Diemerdam

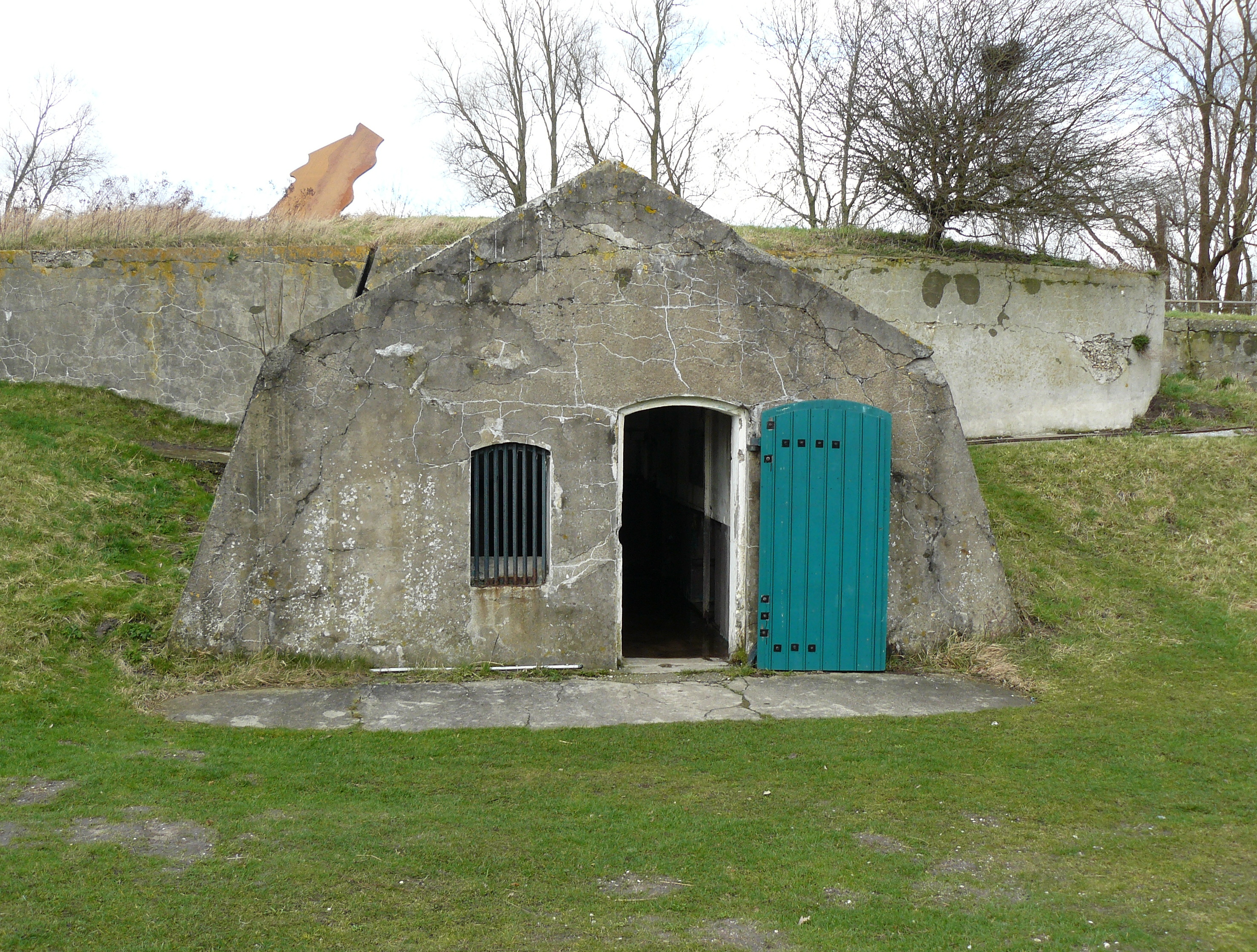
Munitiemagazijn uit 1889.

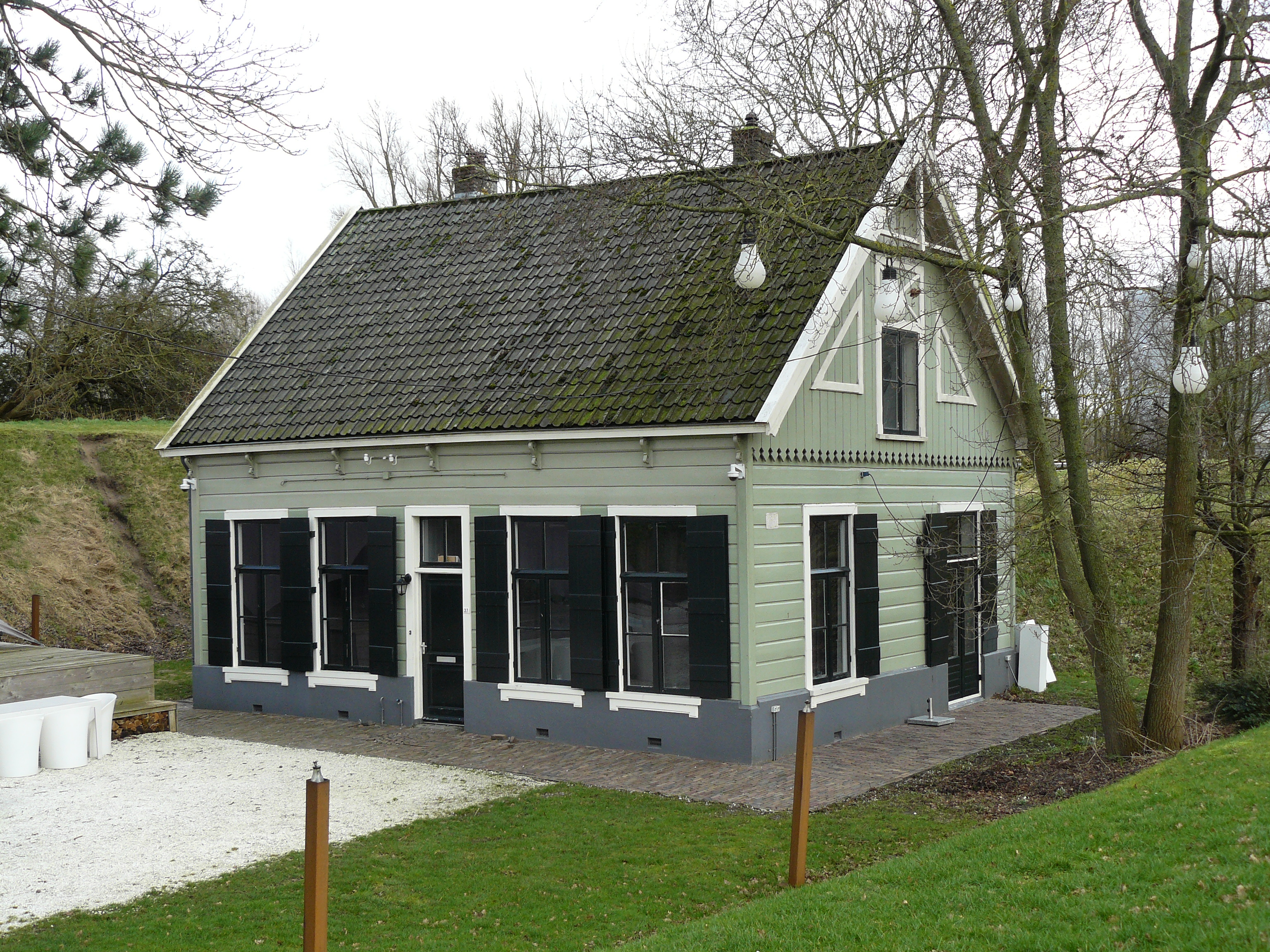
De fortwachterswoning.

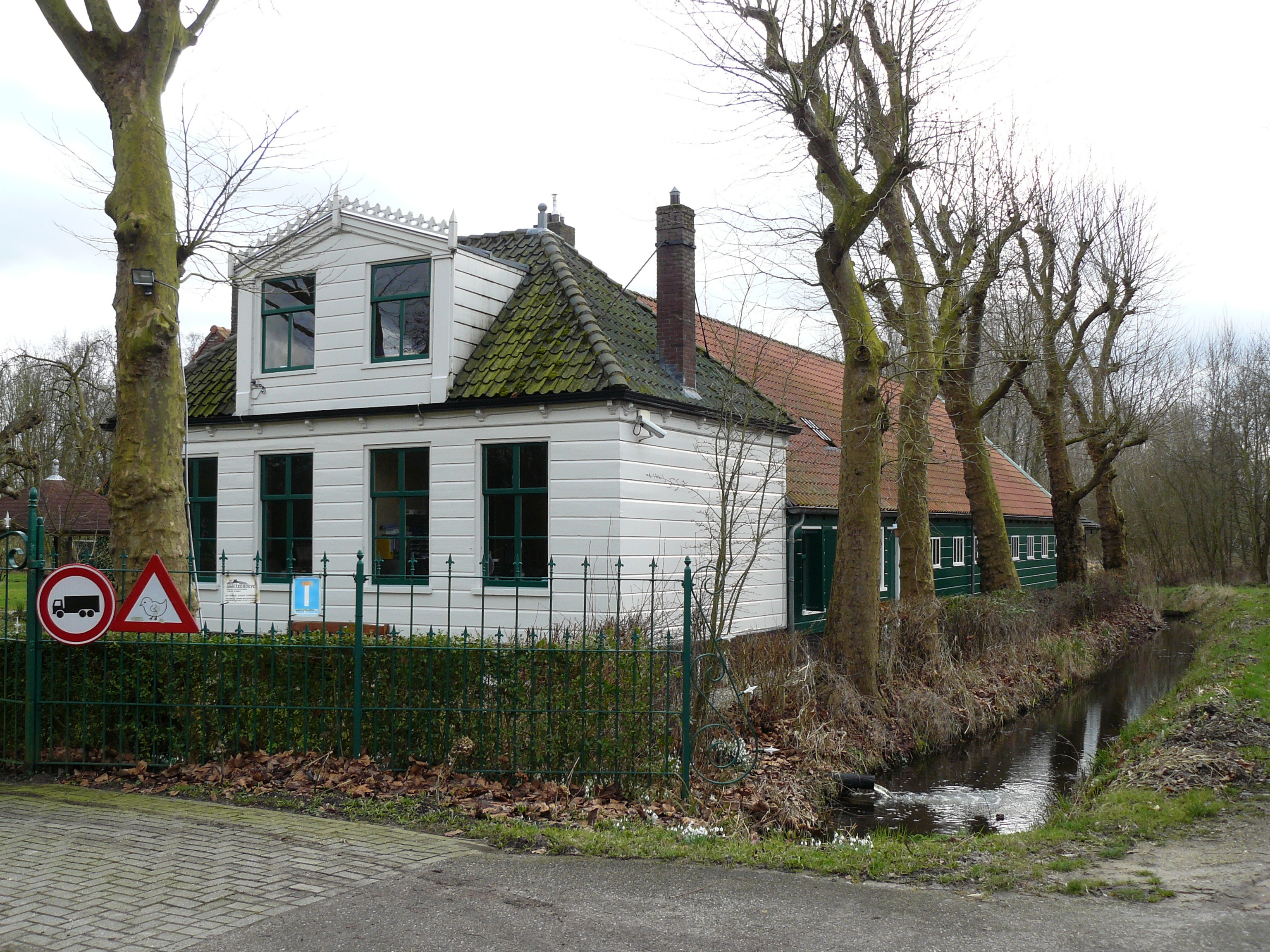
Boerderij De Zeehoeve.

Het Fort Diemerdam, officieel Kustbatterij bij Diemerdam is een 19e-eeuws militair verdedigingswerk van de Stelling van Amsterdam. Het is gelegen in het oostelijk deel van de gemeente Diemen aan de Diemerzeedijk. Het is, net als de evenknie bij Kustbatterij bij Durgerdam, een open kustbatterij en daarom qua bouwstijl afwijkend van de andere forten.
Het bouwwerk mag eigenlijk ook geen fort heten; 'Fort Diemerdam' is een in de volksmond ontstane naam. Er zijn twee officiële namen voor het verdedigingswerk: Werk aan het IJ voor Diemerdam en Kustbatterij bij Diemerdam waarbij de laatste tegenwoordig de voorkeur heeft.

## Ligging
Het ligt enigszins verscholen nabij het PEN-eiland (een door de voormalige elektriciteitsproducent PEN opgespoten gebied, tegenwoordig bekend als Diemer Vijfhoek), waarop de elektriciteitscentrale Diemen van tegenwoordig Vattenfall ligt, aan het Derde Diem en het IJmeer.
Oorspronkelijk was er over het IJmeer uitzicht op Pampus, het Vuurtoreneiland (Kustbatterij bij Durgerdam) en tegenwoordig op het Haveneiland van IJburg. De oostelijke ontsluitingsweg van IJburg grenst aan het terrein. Aan de noordwestkant ligt de Diemerdammersluis. Van daaraf loopt de Diemerzeedijk in westelijke richting naar het Diemerpark.

## Geschiedenis
Op de plaats van het huidige fort lag in 1787 al een dubbele batterij, om Amsterdam te verdedigen tegen een mogelijke aanval van de Pruisen. Tussen 1799-1810 en later in 1827 en 1889 werd Fort Diemerdam aangepast en versterkt. Na 1805 stond de kustbatterij bekend als ‘post no. 6’ in de reeks versterkingen die Cornelis Krayenhoff rond Amsterdam aanlegde. Het had de taak de afsluiting en verdediging van de Zuiderzee en de toegang tot Amsterdam, het tegengaan van landingen, het afslaan van aanvallen en het beschermen van de Diemerdammersluis.
In 1883 werd de kustbatterij onderdeel van de Stelling van Amsterdam. De Diemerdammer- en de Ipenslotersluis werden gebruikt als waterinlaat om het land voor de forten te inunderen. Verder werden in 1889 de geschutsopstellingen en de munitiegebouwtjes gebouwd en in 1896 volgde nog een remise en een munitiegebouw.
Voor het uitbreken van de Tweede Wereldoorlog werd het fort gebruikt door een afdeling met zoeklichten van het Nederlandse leger. Vijandelijke vliegtuigen konden worden opgespoord en worden beschoten door luchtdoelgeschut. In de nacht van 11 op 12 juni 1943 stortte bij het fort een Britse bommenwerper neer, nadat deze onderweg naar Duitsland was getroffen door Duits luchtafweergeschut. Dit betreft een Vickers Wellington HE154 van 466 Sqn met Australische bemanning. Alle vijf bemanningsleden kwamen om het leven en liggen begraven op de De Nieuwe Oosterbegraafplaats in Amsterdam.
Bij Koninklijk Besluit werd in 1954 Fort Diemerdam als vestingwerk opgeheven. De Stelling in zijn geheel is als monument beschermd en staat sinds 1996 op de UNESCO lijst van Werelderfgoed. Stadsherstel Amsterdam werkte vanaf 2012 aan de restauratie van de gebouwen en het fortterrein.

## Herbestemming
Het huidig gebruik is opslag van goederen en paardenlandje van een particuliere gebruiker. De fraaie fortwachterswoning was tot voor kort te huur (vakantiewoning van eigenaar Afvalzorg NV), maar is thans in bezit van Stadsherstel Amsterdam die plannen ervoor ontwikkelt in samenwerking met de Gemeente Amsterdam. Sinds 2012 is op de plaats van de voormalige conducteurswoning een paviljoen met restaurant gevestigd.

## Boerderij De Zeehoeve
Ten oosten van het fort ligt de kringenwetboerderij de Zeehoeve. De boerderij is in 1880 gebouwd in opdracht van de arts Johann Georg Mezger, eigenaar van de Uijlenboschpolder. Het vee moest het groen om het fort laag houden en  de boerderij voorzag de militairen van levensmiddelen.
Het stalgedeelte werd in 1924/1925 herbouwd na een ontploffing van een nabijgelegen munitie-opslagloods van de Buskruitfabriek De Krijgsman. Een tweede, bakstenen, stal werd in 1948 gebouwd. Omstreeks 2005 is de boerderij gerestaureerd en is nu een beschermd provinciaal monument.